# Савиаук, Эрко
Эрко Савиаук (эст. Erko Saviauk; 20 октября 1977, Вильянди) — эстонский футболист, крайний защитник, футбольный тренер. Выступал за национальную сборную Эстонии.

## Биография

### Клубная карьера
Начал заниматься футболом в детской секции города Вильянди, тренер — Яак Лухакоодер. В сезоне 1994/95 дебютировал в составе «Тулевика» в первой лиге.
В 1995 году перешёл в систему таллинской «Флоры», в первые годы играл на правах аренды за клубы из посёлка Лелле, а также за «Курессааре» и таллинский «Валль». В высшей лиге дебютировал в сезоне 1996/97 в составе «Лелле СК», а в составе основной команды «Флоры» первые матчи провёл в сезоне 1997/98. Выступал за «Флору» до 2004 года, за это время стал четырёхкратным чемпионом Эстонии.
В 2005—2008 годах играл за «ТФМК». В 2005 году со своей командой завоевал чемпионский титул. После расформирования «ТФМК» в 2008 году футболист завершил профессиональную карьеру, в дальнейшем выступал на любительском уровне за таллинскую команду «Ээсти Коондис»/«Ретро», состоявшую из бывших игроков сборной Эстонии.
Всего в высшей лиге Эстонии сыграл 241 матч и забил 16 голов.
Также играл в мини-футбол, в 2011 году становился серебряным призёром чемпионата Эстонии.

### Карьера в сборной
Выступал за юношеские и молодёжную сборные Эстонии.
В национальной сборной Эстонии дебютировал 10 июля 1997 года в матче против Литвы, заменив на 72-й минуте Виктора Алонена. Свой единственный гол забил 6 марта 1999 года в ворота сборной Азербайджана. Всего в 1997—2005 годах сыграл 60 матчей и забил один гол за национальную команду.

### Тренерская карьера
С 2010 года работал детским тренером в клубе «Нымме Калью». В 2015—2016 годах был играющим тренером команды «Ретро», выступавшей в пятом дивизионе. В ноябре 2016 года назначен тренером резервной команды «Нымме Калью».

## Достижения
- Чемпион Эстонии (5): 1997/98, 2001, 2002, 2003, 2005
- Серебряный призёр чемпионата Эстонии (1): 2000
- Бронзовый призёр чемпионата Эстонии (3): 1999, 2004, 2007
- Обладатель Кубка Эстонии (1): 2006
- Обладатель Суперкубка Эстонии (5): 2002, 2003, 2004, 2005, 2006